# Lê Quốc Vượng
Lê Quốc Vượng (sinh ngày 20 tháng 2 năm 1982) là một huấn luyện viên và cựu cầu thủ Việt Nam từng thi đấu cho các câu lạc bộ Sông Lam Nghệ An, Hoàng Anh Gia Lai, Thể Công, Xuân Thành Hà Tĩnh, Thanh Hóa và Đội tuyển bóng đá quốc gia Việt Nam ở vị trí tiền vệ trung tâm.
Hiện tại Quốc Vượng đang là Huấn luyện viên của Câu lạc bộ bóng đá Hòa Bình.

## Tiểu sử
Lê Quốc Vượng sinh ra và lớn lên ở thành phố Vinh, cha của anh - ông Lê Văn Quang từng là một cầu thủ của lạc bộ Sông Lam Nghệ An trong thập niên 80. Tình yêu bóng đá của ông được trao trọn vẹn cho người con trai của mình. Ngày Vượng là một cậu học sinh tiểu học, ông Quang đã uốn nắn, tập từng động tác cơ bản cho con. Không phụ lòng người cha, Vượng cũng tỏ ra đam mê và làm hài lòng ông Quang ở bất cứ bài tập nào. Nhà cách sân Vinh có mấy trăm mét, Vượng có lợi thế về môi trường tập luyện và bất cứ trận đấu nào của SLNA vào cuối tuần, ông Quang cũng dắt Vượng đi cùng để cậu cảm nhận được không khí sục sôi của bóng đá.
Bởi những động lực mà người bố tạo ra, Vượng đã cố gắng không ngừng nghỉ để khi chưa đầy 10 tuổi, cậu đã là một ngôi sao trên các sân bóng nhí ở thành Vinh. Đến năm 1996, Trưởng Đoàn bóng đá SLNA lúc bấy giờ là Nguyễn Hồng Thanh cho ra đời "lò" Sông Lam, đào tạo cầu thủ theo kiểu tập trung và Vượng bắt đầu có cơ hội thể hiện mình. Anh bắt đầu nổi lên bằng lối chơi thông minh, hiện đại và sự nhanh nhẹn hơn người.

## Sự nghiệp câu lạc bộ

### Hoàng Anh Gia Lai(2003)
Do Sông Lam Nghệ An khi ấy còn quá nhiều cầu thủ tài năng ở vị trí tiền vệ trung tâm nên ban lãnh đạo câu lạc bộ quyết định đem Quốc Vượng cho mượn. Dù được chính bí thư thành phố Đà Nẵng khi ấy là Nguyễn Bá Thanh ngỏ lời với mức đãi ngộ hấp dẫn và đảm bảo về thời gian thi đấu, Quốc Vượng vẫn lựa chọn Hoàng Anh Gia Lai để được thi đấu và cạnh tranh với các ngôi sao của Phố Núi. Tại đây, anh nhanh chóng chiếm được một suất đá chính dù tuổi đời còn khá trẻ và phải cạnh tranh với những cầu thủ cùng vị trí như Sakda, Văn Đàn hay Hữu Đang. Cùng đội hình "Dream Team", Quốc Vượng đã có lần đầu tiên và duy nhất vô địch V-League trong sự nghiệp.

### Sông Lam Nghệ An(2004-2005)
Sau quãng thời gian thi đấu thành công ở đội bóng Phố Núi dưới dạng cho mượn, Quốc Vượng trở về đội bóng quê hương và cùng SLNA tạo thành một tập thể trẻ trung và thi đấu đầy máu lửa. Với những tài năng trẻ tự đào tạo, SLNA đã có 2 mùa nằm trong top 5 ở V-League.

### Thể Công(2009)
Sau khi mãn hạn tù, Quốc Vượng được Thể Công mời về thi đấu với mức phí 3 tỷ đồng tiền lót tay, bên cạnh đó - Đội bóng áo lính cũng phải trả cho Sông Lam Nghệ An 300 triệu. Thế nhưng vì những chấn thương liên miên, Quốc Vượng không được ra sân nhiều. Kết thúc mùa giải, anh trở thành cầu thủ tự do khi Thể Công bán suất thi đấu V-League cho Lam Sơn Thanh Hóa.

### Xuân Thành Hà Tĩnh(2010 - 2011)
Do không được đăng ký trong danh sách thi đấu V-League 2010 của CLB Thanh Hóa, Quốc Vượng đã xin lãnh đạo đội bóng để được giải phóng hợp đồng, điều này nhanh chóng được phía Lam Sơn Thanh Hóa chấp thuận. Tuy nhiên, tiền vệ này cũng phải bỏ ra số tiền không nhỏ để đền bù hơn một năm còn lại của bản hợp đồng, số tiền này ước tính khoảng 300 triệu đồng. Chuyển sang đội bóng đang thi đấu tại giải hạng nhì với 5 tỷ đồng tiền lót tay cho một bản hợp đồng 3 năm, thế nhưng anh lại không nằm trong kế hoạch sử dụng của CLB và phải kẹt trong cảnh "ở không được, mà đi cũng chẳng xong".

### Thanh Hóa(2012)
Hồi đầu mùa 2012, Quốc Vượng về đầu quân cho Thanh Hóa với bản đồng có thời hạn 3 năm cùng số tiền tổng số tiền "lót tay" 2,3 tỷ đồng (Bầu Đệ trả 300 triệu đồng năm đầu tiên và mỗi năm sau là một tỷ đồng). Tuy nhiên, trong khoảng thời gian ở xứ Thanh, Quốc Vượng ít có tên trong danh sách thi đấu. Và đến đầu giai đoạn 2, tiền vệ này đã không còn đứng trong đội hình của Thanh Hóa.
Không còn là người của Thanh Hóa, nhưng để đến với đội bóng mới, Quốc Vượng phải đền bù hợp đồng. "Hợp đồng cậu ấy đến năm 2014 mới đáo hạn, nên nếu ra đi, chắc chắn cậu ấy phải đền bù cho chúng tôi", ông Nguyễn Văn Đệ nói.
Cùng bị Thanh Hóa nói lời chia giống Quốc Vượng lần này còn có 3 gương mặt khác là hậu vệ Việt Anh, Trọng Hải và tiền vệ Thành Luân.

## Đại án Bacolod 2005

### Diễn biến
Trưa ngày 24 tháng 11, 2005 (trước khi diễn ra trận Việt Nam-Myanmar), Lê Quốc Vượng gặp các cầu thủ: Trần Hải Lâm, Lê Văn Trương, Lê Bật Hiếu, Phạm Văn Quyến, Huỳnh Quốc Anh, Châu Lê Phước Vĩnh để bàn bạc rằng nếu Việt Nam thắng cách biệt Myanmar một bàn thì sẽ có người cho tiền từ 20 đến 30 triệu đồng, cả nhóm đồng ý thực hiện theo lời bàn của Vượng.
Trưa ngày 24 tháng 11 năm 2005, sau khi họp kỹ thuật trước trận đấu giữa U23 Việt Nam và U23 Myanmar, tại phòng nghỉ số 214 ở một khách sạn tại Philippines, Lê Quốc Vượng hỏi Trần Hải Lâm: "Nếu VN chấp cao thì mình ăn 1-0 có được không?". Hải Lâm nói: "Thế thì để gọi bọn nó sang bàn luôn."  Vượng gọi điện cho Lê Văn Trương, Trương gọi Phạm Văn Quyến cùng đi, khi qua phòng Vượng đã thấy Vượng, Lâm và Bật Hiếu ở đó. Vượng đặt lại vấn đề như đã nói với Lâm, đồng thời cho biết nếu dàn xếp được thì mỗi cầu thủ sẽ nhận từ 20 đến 30 triệu đồng. Vượng gợi ý mỗi cầu thủ cá độ thêm 20 đến 30 triệu đồng, ai có tiền thì đánh, nếu không thì Vượng sẽ nhờ đánh giùm.
Ăn cơm trưa xong, cả nhóm lại tập trung ở phòng Quốc Vượng. Vượng gọi thêm Châu Lê Phước Vĩnh và Lê Tấn Tài, Văn Trương gọi thêm Phan Văn Tài Em. Khi các cầu thủ có mặt đầy đủ thì Văn Trương "phổ biến" lại vấn đề mà Vượng đã đề cập trước đó. Tài Em từ chối thẳng và bỏ về, Tấn Tài thì nói: "Em giúp các anh đá thắng chứ chuyện tiền nong em không dính vào". Còn lại nhóm cầu thủ trên đều đồng ý với Lê Quốc Vượng về việc dàn xếp thắng Myanmar cách biệt 1 bàn để lấy tiền. Riêng việc cá cược thì chưa ai nhờ Quốc Vượng đánh hộ nhưng cũng không ai từ chối. Sau đó tất cả về phòng riêng nghỉ trưa. Buổi chiều cùng ngày, Tài Em đã báo cáo toàn bộ vụ việc này với hai ông Lê Thụy Hải và Trần Hùng Cường.
Thỏa thuận xong với các đồng phạm, Vượng điện thoại từ Philippines về Việt Nam thông báo với Trương Tấn Hải (cựu tuyển thủ quốc gia và CLB Cảng Sài Gòn), người môi giới để dàn xếp tỷ số và ra kèo cho các đối tượng cá độ ở Việt Nam tham gia, cho biết có 7 - 8 cầu thủ đã đồng ý tham gia dàn xếp tỷ số. Vượng cũng nhờ Hải theo kèo Myanmar với số tiền 250 triệu đồng. Hải tiếp tục trao đổi với đàn anh của mình là Lý Quốc Kỳ về những nội dung trên và được Kỳ đồng ý.
Trong trận đấu này Quốc Vượng, Văn Quyến, Văn Trương, Quốc Anh, Bật Hiếu, Phước Vĩnh, Hải Lâm đều được tung vào đá chính. Tuy nhiên, theo lời khai của các cầu thủ này, vì hướng đến kết quả thắng cách biệt 1 bàn nên khi vào sân các cầu thủ rất khó đá do nặng về tâm lý, đá dưới sức so với các trận khác. Sau khi Tài Em mở tỷ số, đội U-23 VN có thêm rất nhiều cơ hội nhưng không ghi bàn được. Để giữ khoảng cách 1 bàn này các cầu thủ đã phân phát bóng chậm lại và cố ý giữ bóng bên phần sân của mình. Tỷ số 1-0 đủ để Việt Nam vào bán kết và để các cầu thủ nhận tiền như đã bàn bạc, đồng thời giúp Quốc Vượng thắng độ 250 triệu đồng.
Ngày 26 tháng 11 năm 2005, sau trận đấu 2 ngày, Vượng lại gọi điện về nhờ bạn gái mình là Phạm Thị Cẩm Lai đến gặp Trương Tấn Hải để lấy tiền, bao gồm 25.000 USD và 90 triệu đồng, tổng cộng 490 triệu đồng. Trong số này, Kỳ trả công 240 triệu đồng cho 8 cầu thủ (thực ra chỉ có 7) tham gia dàn xếp tỷ số, số còn lại là tiền Vượng thắng độ. Khi về đến TP.HCM, ngày 5/12, Vượng đã trả công cho Văn Quyến, Bật Hiếu, Quốc Anh mỗi người 20 triệu đồng; gửi Quốc Anh cầm hộ Phước Vĩnh 20 triệu đồng và bỏ túi riêng cho mình gần 410 triệu đồng. Quốc Anh còn cầm 20 triệu đồng dùm Châu Lê Phước Vĩnh. Văn Trương, Hải Lâm do hối hận về hành vi của mình nên không nhận tiền từ Vượng.

### Xét xử
Vụ án này được Tòa án nhân dân Thành phố Hồ Chí Minh đưa ra xét xử sơ thẩm vào ngày 25 tháng 1 năm 2007 và phúc thẩm ngày 20 tháng 4 năm 2007. Kết thúc phiên tòa, chỉ có Lê Quốc Vượng bị án tù (4 năm), còn các cầu thủ khác chỉ bị án treo do có các tình tiết giảm nhẹ. Cụ thể như sau:
- Lê Quốc Vượng: 6 năm tù (sau giảm xuống còn 4 năm) vì tội tổ chức đánh bạc (chủ mưu).
- Phạm Văn Quyến, Lê Văn Trương, Trần Hải Lâm, Châu Lê Phước Vĩnh: 2 năm tù treo và 2 năm thử thách về tội tổ chức đánh bạc.
- Lê Bật Hiếu, Huỳnh Quốc Anh: 2 năm 6 tháng tù treo và 3 năm thử thách vì tội tổ chức đánh bạc.

## Sự nghiệp huấn luyện viên
Năm 2019, Quốc Vượng theo học và chính thức có bằng C huấn luyện viên do AFC tổ chức.
Năm 2020, Quốc Vượng được HLV Phạm Anh Tuấn ngỏ lời mời về làm trợ lý tại CLB Hải Phòng. Đến cuối mùa giải, anh tuyên bố từ chức.
Đầu mùa giải 2021, Quốc Vượng nhận lời làm HLV trưởng CLB Hòa Bình, một câu lạc bộ còn non trẻ khi chỉ vừa được thành lập trong cùng năm. Trận đấu đầu tiên của anh ở cương vị HLV là trận hòa không bàn thắng trước câu lạc bộ bóng đá Hải Nam Vĩnh Yên Vĩnh Phúc, đây cũng là trận đấu duy nhất của CLB ở mùa giải đó vì giải hạng nhì 2021 đã bị hủy do ảnh hưởng của đại dịch COVID-19.
Mùa giải 2022, CLB Hòa Bình đã có sự trở lại ấn tượng. Dưới tài cầm quân của HLV Lê Quốc Vượng, CLB Hòa Bình đã về nhì tại bảng A giải hạng nhì 2022 với 6 trận thắng, 5 trận hòa và chỉ duy nhất một trận thua (giành được 23 điểm, kém Hải Nam Vĩnh Yên Vĩnh Phúc 1 điểm) qua đó trở thành 1 trong 4 đội giành suất đá play-off giành vé lên chơi ở giải hạng nhất. Ở trận đấu play-off gặp Đồng Nai, Hòa Bình đã giành chiến thắng với tỉ số 3-0 qua đó cùng Bình Thuận lên chơi ở giải hạng nhất 2023. Sau một mùa giải tương đối thành công của Hòa Bình tại giải Hạng nhất Quốc gia khi giúp đội bóng vùng Tây Bắc về đích thứ 4, Quốc Vượng tuyên bố từ chức và được bổ nhiệm làm trợ lý HLV tại CLB Hồng Lĩnh Hà Tĩnh ở V-League từ mùa giải 2024.
Sau khi V-League 2023/24 kết thúc với việc Hồng Lĩnh Hà Tĩnh trụ hạng thành công sau khi đánh bại Câu lạc bộ bóng đá PVF–CAND ở trận play-off, Quốc Vượng trở lại làm Huấn luyện viên của Câu lạc bộ Hòa Bình.

## Đời tư cá nhân
Năm 2012, Quốc Vượng kết hôn với bạn gái Đoàn Phương Thúy, hiện tại cả 2 đang có với nhau 3 người con là Quốc Long, Bằng Giang và Quốc Bảo.
Trước khi trở lại với đời sống bóng đá chuyên nghiệp ở những vai trò mới, Quốc Vượng từng có thời gian làm nhân viên chuyển phát hàng tại một công ty du lịch ở Vinh, rồi sau đó anh ra Hải Phòng làm marketing cho một hãng rượu từ cuối năm 2014.
Đến giữa năm 2019, Quốc Vượng thôi việc marketing để theo học bằng C huấn luyện viên và trở thành trợ lý huấn luyện viên của câu lạc bộ bóng đá Hải Phòng tại V-League 2020.
Năm 2024, Quốc Vượng đã học xong và có bằng Huấn luyện viên chứng chỉ A AFC/VFF.
Quốc Vượng được biết đến là cổ động viên trung thành của bóng đá Đức nói chung và câu lạc bộ Bayern Munich nói riêng. Bên cạnh đó, anh cũng dần xuất hiện nhiều hơn trong các chương trình bình luận bóng đá.

## Thống kê sự nghiệp

### Huấn luyện viên
| Đội bóng                        | Từ                  | Đến                 | Thành tích | Thành tích | Thành tích | Thành tích | Thành tích | Thành tích | Thành tích | Thành tích      |
| Đội bóng                        | Từ                  | Đến                 | Trận       | T          | H          | B          | BT         | SBT        | HS         | Tỉ lệ thắng (%) |
| ------------------------------- | ------------------- | ------------------- | ---------- | ---------- | ---------- | ---------- | ---------- | ---------- | ---------- | --------------- |
| Câu lạc bộ bóng đá Hòa Bình (*) | Tháng 5 năm 2021    | Hiện tại            | 14         | 7          | 6          | 1          | 27         | 7          | +20        | 50.00           |
| Câu lạc bộ bóng đá Hòa Bình     | 15 tháng 3 năm 2023 | 26 tháng 8 năm 2023 | 19         | 5          | 9          | 5          | 17         | 16         | +1         | 26.32           |
| Câu lạc bộ bóng đá Hòa Bình     |                     |                     |            |            |            |            |            |            |            |                 |
| Tổng cộng                       | Tổng cộng           | Tổng cộng           | 33         | 12         | 15         | 6          | 44         | 23         | +21        | 36.36           |

(*): Ở Việt Nam, cấp độ giải hạng nhì vẫn được xếp vào hạng bán chuyên, chỉ có V-League 1 và V-League 2 mới được tính là hạng đấu chuyên nghiệp.

## Thành tích

### Cầu thủ

#### Câu lạc bộ bóng đá Hoàng Anh Gia Lai
- Vô địch V-League: 2003

#### Đội tuyển bóng đá U-23 quốc gia Việt Nam
- Huy chương bạc nội dung bóng đá nam SEA Games: 2003, 2005